# Sociální facilitace
Pojem sociální facilitace (sociální usnadnění) zavedl Norman Triplett, který v roce 1898 provedl první výzkumy sociálního vlivu a zjistil, že pouhá přítomnost dalších lidí ovlivňuje aktuální výkony. Pojem patří do oblasti výzkumu vlivu skupiny na jednotlivce. Pojem popisuje jev, který vede ke zlepšení výkonu jednotlivce za přítomnosti druhých lidí. Zlepšení výkonu platí pro jednoduché, známé a dobře zvládnuté úkoly. V takovém případě má pouhá přítomnost druhých pozitivní vliv na výkon - zvyšuje ho. Zlepšení výkonu neplatí pro úkoly obtížné nebo úkoly, které nemá člověk dobře zvládnuté. V takovém případě dochází ke snížení výkonu. Za takových okolností se projevuje opačný efekt sociální lenivosti. Například máme-li skupinu lidí, kterým dáme za úkol křičet, snaží se jednotliví členové skupiny méně, než když jsou o samotě. Jev sociální facilitace se projevuje například u brainstormingu nebo cyklistických závodech.
Podle Sociologické encyklopedie se jedná o v současné době již téměř neužívaný pojem.
V některých situacích ovšem dochází ke zcela opačnému jevu, k sociální lenivosti. Lidé obvykle podávají horší výkon v úkolech, do jejichž výkonu jsou zapojeni i druzí lidé, než při samostatné práci. Například při společném přetahování lana dvěma družstvy zapojí účastník méně sil než v situaci, kdy se přetahuje s druhou osobou sám. Sociální facilitace se neprojevuje ani při plnění individuálních úkolů vyžadujících větší koncentraci a pozornost (například při paměťovém učení). V přítomnosti druhých osob se lidé v uvedených úlohách naopak dopouštějí většího množství chyb a nepřesností. Zde se projevuje efekt obecenstva, tedy nervozita vyplývající z obavy z hodnocení.

## Příčiny a dělení
Vysvětlením sociální facilitace může být např. zvýšení aktivační úrovně přítomností druhých lidí
(Zajonc, 1965). Zvýšená úroveň aktivace má pak pozitivní vliv u dobře zvládnutých úkolů,
kontraproduktivně působí při úkolech obtížných a ne zcela dobře zvládnutých.
Např. Micheals (1982) sledoval hráče kulečníku a rozdíly v jejich úspěšnosti v případě, že hráli sami nebo před publikem. Dobří hráči se před diváky zlepšili ze 71 % na 80 % a špatní naopak zhoršili ze 36 % na 25 %.
Thomas R. G. Green roztřídil novější teoretické přístupy do 3 tříd:
- koncepce, které vycházejí z původního předpokladu zvýšení pudu (drive) za přítomnosti jiných osob
- koncepce, které předpokládají, že přítomnost jiných osob evokuje tendenci chovat se určitým způsobem
- koncepce, které předpokládají, že přítomnost jiných ovlivňuje pozornost a proces zpracovávání informací

## Žárovkový model sociálního vlivu
Podle žárovkového modelu sociálního vlivu (Bibb Latané) je osoba pod vlivem nejrůznějších sociálních sil současně. Uvádí přirovnání, kdy na předmět svítí několik žárovek. Stejně jako u ozáření, bude síla sociálního vlivu (nebo ozáření objektu) závislá na velikosti těchto sil (výkon žárovky), na tom, kolik jich najednou svítí, a na tom, jak jsou blízko dané osobě. Sociální vliv působící v určité chvíli na určitou osobu tedy určují 3 faktory:
- síla - síla sociálního vlivu může být ovlivněna například vztahy, zda jsou v obecenstvu lidé, kteří jsou pro aktéra významní, nebo kteří pro něj představují zvláštní referenční skupinu
- počet - celkové množství lidí, kteří jsou přítomní, neplatí, že čím více lidí, tím větší vliv, ale rychle to roste do 5 osob, pak už jen pomalu
- blízkost - týká se kontaktu, úsudek někoho, kdo žije daleko, na nás bude mít větší vliv, pokud si budeme často volat, pokud si nevoláme, je vzdálenost bariérou, která vliv sníží

## Hlavní teoretické přístupy
Hlavními třemi přístupy k sociální facilitaci je teorie aktivace, hodnocení a pozornosti. Teorie aktivace popisuje, jak naše vzrušení souvisí se sociální facilitací. Teorie hodnocení pojednává o tom, jak má hodnocení publikem vliv na sociální facilitaci. Teorie pozornosti bere v úvahu vliv rozptýlení v prostředí na sociální facilitaci.

### Teorie aktivace
V roce 1956 se Robert Zajonc  snažil přijít na to, proč některé studie ukázaly, že lepšímu výkonu lidí brání přítomnost ostatních, spíše než aby se zlepšovali. Navrhl experiment, který by zkoumal výkon někoho, kdo dělá jednoduchý a druhý, který by dělal složitý úkol před ostatními. Zjistil, že když lidé provádějí jednoduchý úkol v přítomnosti ostatních, mohou jej dokončit s větší přesností, než když byli sami. To bylo něco, co většina psychologů v tuto chvíli věděla. Zajonc však v tomto období zjistil, že když se lidé pokoušejí plnit úkoly, které jsou složitější nebo s nimiž nejsou obeznámeni dokončí to s menší přesností v přítomnosti ostatních, než když jsou sami.
Zajoncova zobecněná hypotéza pohonu byla první teorií, která se zabývala tím, proč přítomnost ostatních někdy zvýšila výkon, ale jindy ho snížila. Tvrdil, že přítomnost ostatních slouží jako zdroj vzrušení a zvýšené vzrušení zvyšuje pravděpodobnost, že se organismus bude lépe vyvíjet na základě dobře naučených nebo obvyklých odpovědí. Z tohoto důvodu vzrušení zlepšuje výkon u jednoduchých nebo dobře naučených úkolů, ale zhoršuje výkon u složitých nebo špatně naučených úkolů.

### Teorie hodnocení
V roce 1968 navrhli Henchy a Glass přístup k hodnocení sociální facilitace.  Hypotéza jejich obavy z hodnocení uvádí, že aktivaci / vzrušení jednotlivce nezvyšuje pouze přítomnost ostatních, ale spíše strach z hodnocení publikem. Studovali reaktivitu mužských studentů středních a vysokých škol, kde jejich odpovědi byly založeny na síle, kterou vyvinuli během předchozího tréninku, a zjistili, že skupiny, které cítily, že se jejich výkon hodnotí, měly dominantnější odpovědi než skupiny, které byly jednoduše v přítomnost publika, aniž by byl hodnocen, nebo těch, kteří byli sami.

### Teorie pozornosti
V 80. letech se vysvětlení přesunulo od aktivační teorie k teorii pozornosti. Teorie pozornosti, které vysvětlují sociální facilitaci, zahrnuje hypotézu rozptýlení a konfliktu.

#### Teorie rozptýlení konfliktu
Robert Baron ve své teorii rozptýlení konfliktu zmiňuje, že kvalita výkonu je dána množstvím rozptýlení v prostředí, kde je úkol dělán. Teorie uvádí, že rozptýlení může být zdrojem sociálního facilitace jednoduchých úkolů, protože může způsobit konflikt pozornosti, který může zvýšit motivaci. U složitějších a obtížnějších úkolů však zvýšení podpory publika nestačí k vyrovnání negativních účinků rozptýlení, a proto vede ke zhoršení výkonu.

## Příklady praxe sociální facilitace

### Pohlaví
V roce 1994 De Castro prokázal, že sociální facilitace ovlivňuje příjem potravy tím, že prodlužuje čas strávený jezením. Jeho výsledky také ukázaly, že přítomnost rodiny a přátel ve srovnání s přítomností pouze známých od vidění zvyšuje příjem potravy ve větší míře. Muži jedli o 36% více jídla, když byli s jinými lidmi, než když byli sami, a ženy jedly o 40% více jídla, když byly s jinými lidmi, než když byly samy. Tyto výsledky dále naznačují, že sociální usnadnění má velmi podobné účinky na muže i ženy.

### Zvířata
Sociální facilitace u zvířat je situace, kdy chování zvířete zvyšuje pravděpodobnost, že se do tohoto chování zapojí i jiná zvířata nebo zvýší jeho intenzitu. V roce 1969 Zajonc, Heingartner a Herman prokázali, že sociální facilitace se vyskytuje nejen u lidí, ale také u druhů s omezeným nebo žádným kognitivním myšlením. Poznamenali, že švábům trvá delší čas, než dokončí složité bludiště za přítomnosti jiných švábů, než když jsou sami. Také pozorovali, že na jednoduché přímé dráze dosáhne šváb na konec dráhy rychleji za přítomnosti dalších švábů, než když je sám. Tento experiment podporuje teorii, že fyziologické vzrušení vyplývající z přítomnosti ostatních vede k podobným účinkům sociální facilitace i u zvířat.

## Rivalita
Podle J. F. Dashiella je podmínkou sociální facilitace jistá rivalita - kdyby situace neobsahovaly prvky soutěživosti, zkoumané osoby by nepracovaly o nic lépe, než o samotě.
Rivalita je stav kdy jsou dva lidé nebo skupiny zapojeny do trvalého konkurenčního dění. Samotný vztah k druhému může být také nazván rivalitou a každý jeho účastník nebo strana soupeřem, rivalem. Aby rivalita přetrvávala, musí to být konkurenční vztah mezi spíše rovnými, než aby vyústil v trvalou dominanci jedné strany. Důsledky rivality - může zvýšit motivaci, vést k většímu úsilí a lepšímu výkonu. Může ale také přispět k většímu riskování mezi účastníky a zvýšit náchylnost k neetickému chování. Rozdíly mezi soupeři mohou vést ke špatnému rozhodování ze strany skupin a jednotlivců, ke kterému by bez soupeření asi nedocházelo. V extrémních případech konkurence mezi soupeři zvyšuje pravděpodobnost eskalace až k agresivnímu jednání, například k fyzickému napadení soupeře.

## Motivace

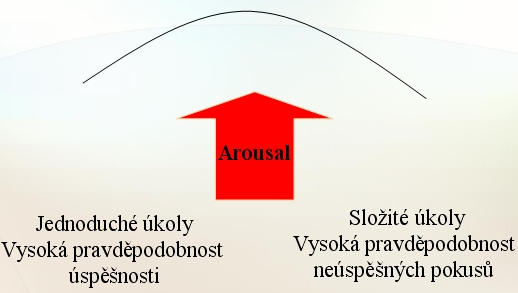
Arousal = vzrušení

Motivace je vnitřní psychický proces, který vychází z nějaké potřeby a který ústí ve výsledný žádoucí vnitřní stav. Motivaci můžeme stejně tak označit jakožto souhrn všech intrapsychických dynamických sil neboli motivů (pohnutek). Motivace uvádí lidské chování a činnost do pohybu.

### Funkce motivace
1. Uspokojuje potřeby vyjadřující nedostatky ve fyzickém nebo sociálním bytí.
2. Zajišťuje účelné chování udržující vitální a sociální funkce individua.
3. Organizuje chování.

### Optimum motivovanosti
Optimum motivovanosti, neboli optimální úroveň arousalu je bod, ve kterém je člověk schopen nejvyššího výkonu. Stejně jako se činnosti liší svou náročností, liší se i optimální úroveň motivovanosti pro danou činnost. Právě tímto se zabývá Yerkes-Dodsonův zákon, který tvrdí, že optimum motivovanosti je:
- U jednodušších činností na vyšší úrovni intenzity.
- U složitějších činností na nižší úrovni intenzity.

## Proč vyvolává přítomnost druhých motivovanost?
- Záleží nám na hodnocení druhých
- Princip spirály[ujasnit]
- Když se nám daří, podpoří nás to
- Když se nám nedaří, stydíme se